# Matias Concha
Hernán Matías Arsenio Concha (*Malmö, Suecia, 31 de marzo de 1980) es un exfutbolista sueco de origen chileno. Actualmente se dedica a la representación de jugadores.

## Trayectoria
Matías Concha comenzó su carrera en las inferiores del Malmö FF Kulladals, antes de finalmente fichar por el equipo más importante de su ciudad natal, el Malmö FF. 
En 2004, se mudó a Estocolmo para jugar en el Djurgårdens IF después de haber sido escasamente considerado en Malmö FF. Rápidamente se estableció como titular de Djurgården, formando parte del equipo ganador de la Allsvenskan de 2005, así como la Copa de Suecia en 2004 y 2005. Jugó 76 partidos y marcó dos goles.
El 20 de junio de 2007, se anunció que se uniría al club alemán VfL Bochum para la temporada 2007-08. Firmó un contrato de cuatro años con un equipo que había terminado octavo en la campaña anterior. Concha dejó Bochum después de la temporada 2011-12, tras una grave lesión que incluye fractura de tibia y peroné.
El 30 de julio de 2012, Malmö FF anunciaría la contratación de Concha por dos años y medio. Ocupando el dorsal número 23, que simboliza la edad con que salió de Malmö FF por primera vez . Concha jugó su primer partido con el club el 16 de agosto de 2012, cuando jugó 64 minutos en un amistoso contra el gigante italiano Lazio. 
Lamentablemente Concha solo jugó dos partidos de liga con el Malmö FF en la temporada 2012. Ante esto se hizo cargo de la camiseta número 2 para la temporada 2013. Comenzó muy bien, siendo titular en la temporada en que su club obtendría buenos resultados, sin embargo cuando su compatriota chileno, Miiko Albornoz regresó de la suspensión, Concha perdió su lugar en el once inicial para el resto de la temporada. Jugó un total de siete partidos de liga con el club durante la temporada 2013 .
Fue parte del histórico Malmö que clasificó a la fase de grupos de la Champions League.

### Selección nacional
Ha sido internacional con la selección de fútbol de Suecia, ha jugado 8 partidos internacionales.

## Clubes
| Club           | País     | Año       |
| -------------- | -------- | --------- |
| Malmö FF       | Suecia   | 2001-2003 |
| Djurgårdens IF | Suecia   | 2004-2007 |
| VfL Bochum     | Alemania | 2007-2012 |
| Malmö FF       | Suecia   | 2012-2014 |

## Palmarés

### Campeonatos nacionales
| Título         | Club           | País   | Año  |
| -------------- | -------------- | ------ | ---- |
| Copa de Suecia | Djurgårdens IF | Suecia | 2004 |
| Allsvenskan    | Djurgårdens IF | Suecia | 2005 |
| Copa de Suecia | Djurgårdens IF | Suecia | 2005 |
| Allsvenskan    | Malmö FF       | Suecia | 2013 |
| Allsvenskan    | Malmö FF       | Suecia | 2014 |